# علی‌محمد دولت‌آبادی
میرزا سید علی محمد دولت‌آبادی (۱۸۶۸–۱۹۲۳) سیاستمدار برجسته و به مدت دو سال نمایندهٔ چهارمین مجلس شورای ملی از خرم‌آباد تا زمان فوتش بود.

## زندگی
در اصفهان به دنیا آمد. پدرش میرزا هادی دولت‌آبادی و مادرش خاتمه بیگم نام داشت. پدرش از روحانیان متجدد آن زمان محسوب می‌شد. خواهرش صدیقه دولت‌آبادی، روزنامه‌نگار و از فعالان انقلاب مشروطه و جنبش زنان در ایران است.
صدیقه دولت‌آبادی از مؤسسان انجمن مشروطه‌خواهانه انجمن مخدرات وطن بود. همچنین، بعداً از نخستین فعالان حقوق زنان در ایران شد و نشریه زبان زنان را دربارهٔ حقوق زنان منتشر کرد. وی در سال ۱۲۹۶ شمسی اولین دبستان‌های دخترانه، به نام «مکتب شرعیات» تأسیس نمود. او سومین پسر سید میرزا هادی دولت‌آبادی، معروف به رهبر ازلیان بابی و برادر کوچکتر یحیی دولت‌آبادی بود. علی محمد تحصیلات مقدماتی را در ۱۲۹۲–۹۴/۱۸۷۵–۷۷ در نجف، که پدرش برای ادامهٔ تحصیلات دینی به آنجا رفته بود گذراند. خانوادهٔ او اهل اصفهان بود و او در آنجا نزد ملا محمد کاشی و جهانگیر خان قشقایی و سپس میرزا بدیع و علم الهدی کلباسی درس خواند. از منابع معلوم نیست این افراد وابسته به چه جریان‌های روشنفکری بودند و بدین دلیل نوع آرایی که علی محمد در این آموزش‌ها در معرضشان قرار گرفت روشن نیست. به نظر می‌رسد بعدتر، او و برادرش یحیی در تهران شاگرد آقا میرزا ابوالحسن جلوه بوده‌اند که نشان دهندهٔ گرایش‌های متضاد آنان با آن چیزیست که هر دو با آن مرتبط پنداشته شده‌اند. وقایع منتهی به انقلاب مشروطه فصل جدیدی در زندگی یحیی دولت‌آبادی و برادر کوچکترش علی محمد گشود. آنان در میان اولین اعضای حلقه‌ای کوچک ولی اثرگذار از معتقدین ازلی بودند که جمال الدین واعظ اصفهانی و ملک المتکلمین را نیز شامل می‌شد. افکار شیخ محمد منشادی یزدی که گفته می‌شد از شاخه ازلی است در او و جمال الدین واعظ اصفهانی و ملک المتکلمین تأثیر داشته‌است. سرکوب دولت شاهزاده ظل السلطان در اصفهان و ضدیت او با خانوادهٔ دولت‌آبادی اثر زیادی در شکل‌گیری نگاه سیاسی علی محمد داشت. او در جنبش مشروطه فعال شد و بدل به چهره‌ای کلیدی در چند قسمت مهم آن شد.
میرزا علی محمد در دوره چهارم مجلس شورای ملی به نمایندگی از خرم‌آباد انتخاب شد و در واپسین روزهای این دوره در چهارم خرداد ۱۳۰۲ درگذشت.

## دربارهٔ او
مهدی ملک‌زاده در کتاب تاریخ انقلاب مشروطیت ایران ج ۱ ص ۱۲۴ و ۱۲۵ از کسانی چون علی‌محمد فره‌وشی، میرزا محسن (برادر صدر العلماء) میرزا علی محمد دولت‌آبادی، شیخ رفیع طاری و میرزا محمد حسین اعتضاد الحکماء نام برده و همگی را از تکاپوگران بابی (ازلی) جنبش مشروطیت می‌داند.